# Solanum sect. Irenosolanum
Solanum sect. Irenosolanum es una sección del género Solanum.
Incluye las siguientes especiesː
- Solanum guamense Merr.
- Solanum incompletum Dunal
- Solanum nelsonii Dunal
- Solanum pancheri Guillaumin
- Solanum sandwicense Hook. & Arn.
- Solanum viride Spreng.